# 天主教美湫教区
天主教美湫教區是越南一個羅馬天主教教區，屬胡志明市總教區。
2007年有教友111,454人、63個堂區、估轄區總人口2.6%，82名司鐸、212名修女。現任主教為阮文坎。其座堂是聖母無原罪座堂 。
1960年11月24日升為教區。